# Карива
Карива (яп. 刈羽村 Карива-мура) — село одноимённого уезда в центральной части префектуры Ниигата, Япония. Площадь села составляет 26,28 км², население — 4726 человек (1 августа 2014), плотность населения — 179,83 чел./км².

## География
Карива находится  рядом с Японским морем, но выхода к нему не имеет. Она состоит из двух разъединённых частей и  расположена между городами Нагаокой и Касивадзаки. Через село протекает река Бэцуяма. В 1985 году между Каривой и Касивадзаки была построена АЭС.

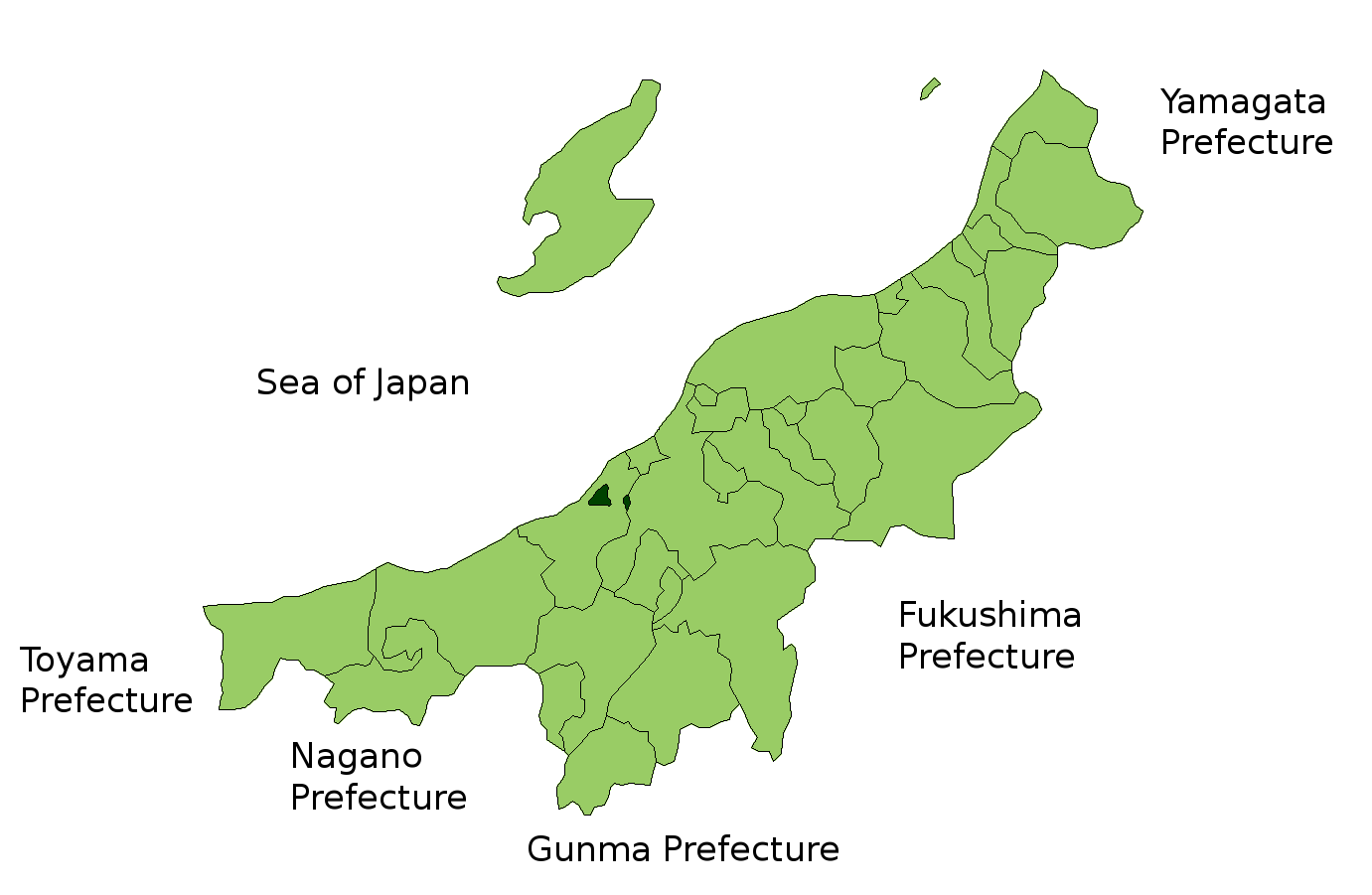
Карива на карте префектуры Ниигата

## Демография
На момент 1 октября 2020 года население Каривы составляло 4380 человек. 
Изменение численности населения с 1980 по 2005 годы:
| 1980 | 5346 чел. |  |
| 1985 | 5502 чел. |  |
| 1990 | 5522 чел. |  |
| 1995 | 5702 чел. |  |
| 2000 | 5028 чел. |  |
| 2005 | 4806 чел. |  |

## История
Территория современной Каривы была частью провинции Этиго; в период Эдо земли принадлежали сёгунату Токугава. 1 апреля 1889 года было основано село Карива. 30 сентября 1956 года в него была включена часть соседнего села Накадори, 10 апреля 1959 года — часть села Футада.

## Экономика
В Кариве выращивают рис косихикари и персики.

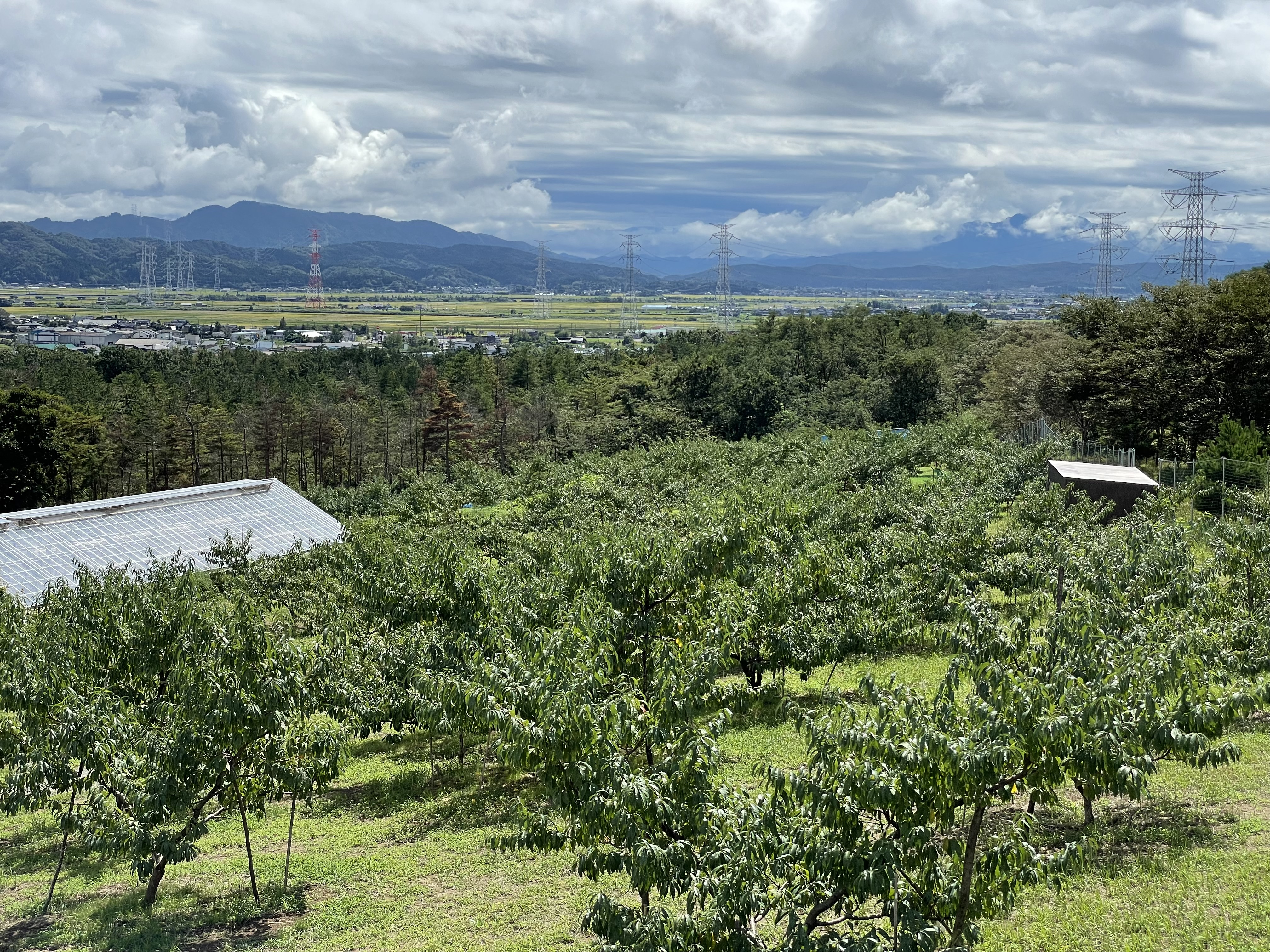
Персики в Кариве

## Образование
В Кариве есть три начальных и одна средняя школа.

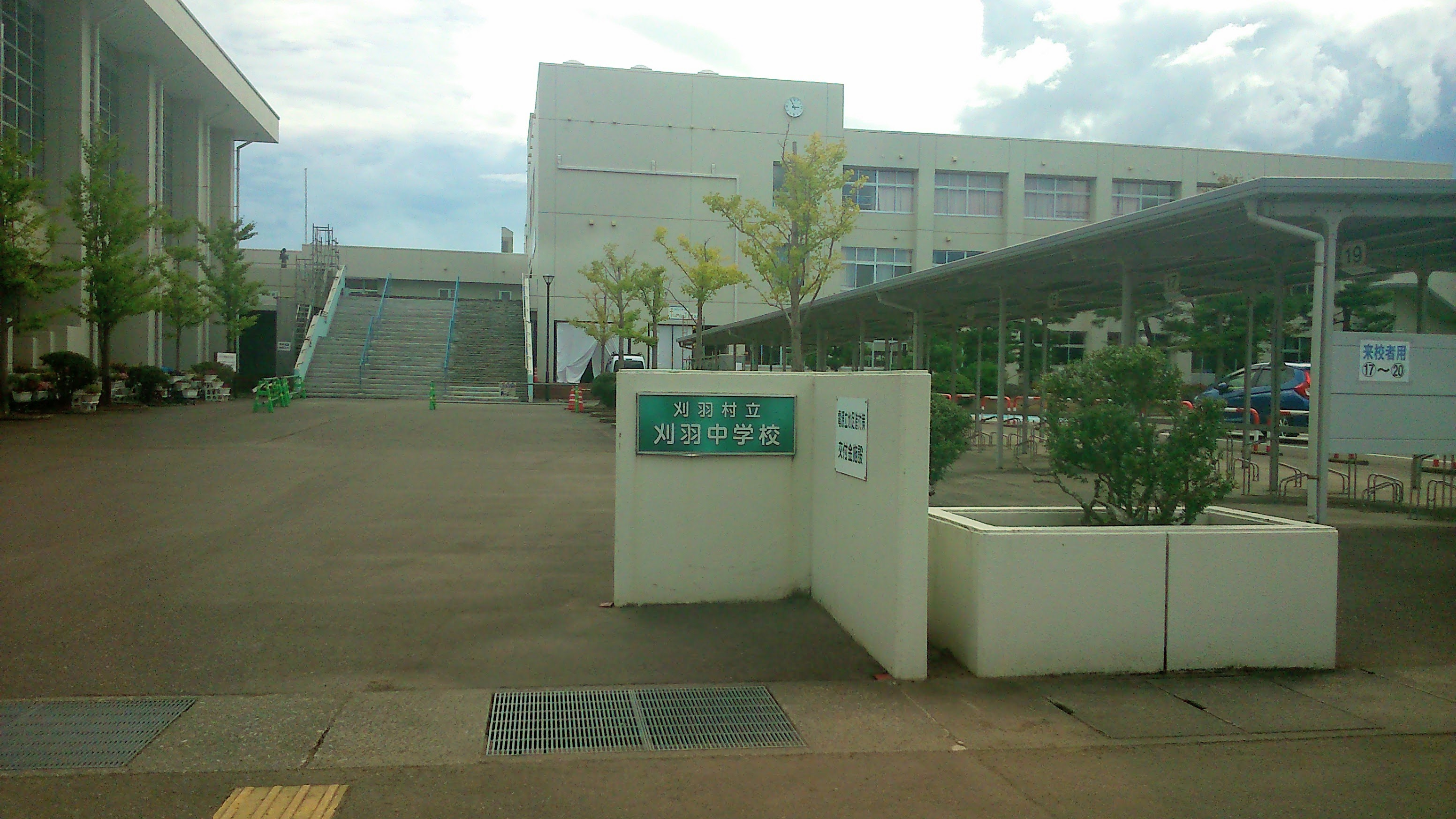
Средняя школа Каривы

## Транспорт

### Железные дороги
- East Japan Railway Company - Линия Этиго.

В селе работают железнодорожные станции Арахама и Карива.

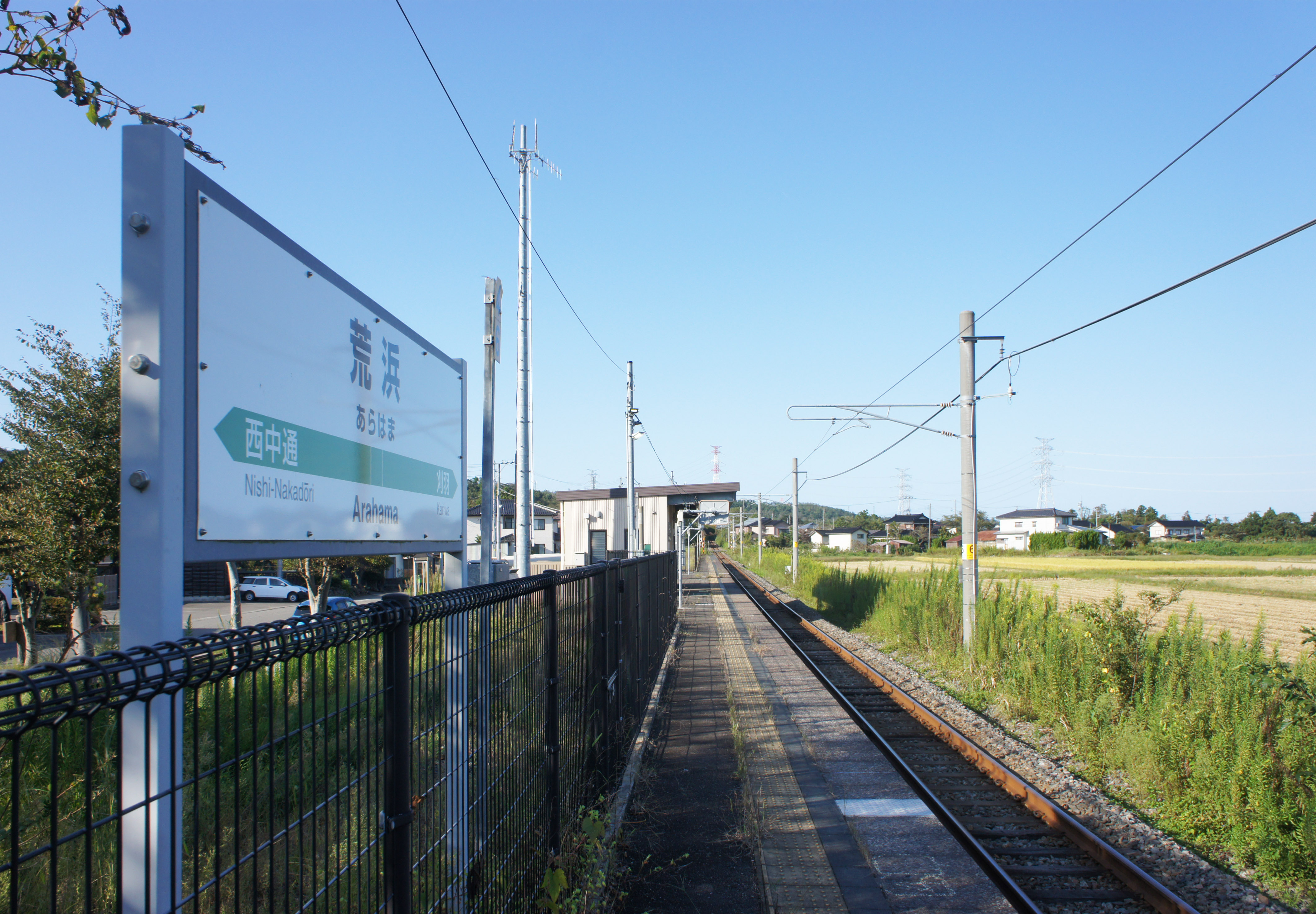
Железная дорога около станции Арахама

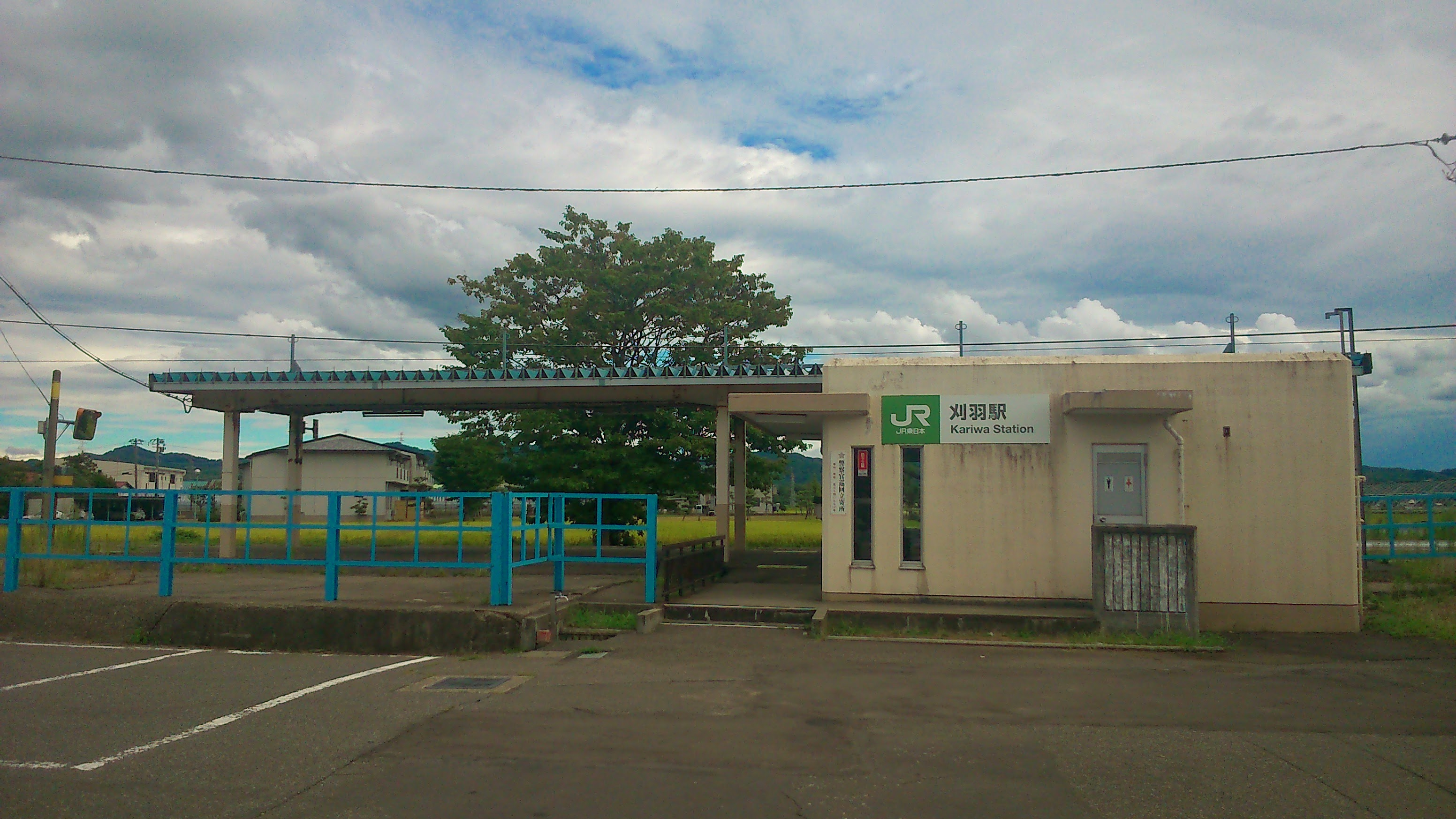
Станция Карива

### Автодороги
Через село проходят национальные дороги 8, 116 и 352, а также скоростная дорога Хокурику. 

## Достопримечательности
- Развалины замка Акада.
- Буддийский храм Дзёраку-дзи.
- Буддийский храм Ходзо-дзи.

## Известные личности
- Кихоноуми, Юки — борец сумо.
- Андзава, Таку - реслер.
- Андзава, Акия - реслер.

## Города-побратимы
| За рубежом - Хаф Мун Бей, Соединённые Штаты Америки |